# Ophidiaster multispinus
Ophidiaster multispinus är en sjöstjärneart som beskrevs av Yin-Xia Liao och A.M. Clark 1996. Ophidiaster multispinus ingår i släktet Ophidiaster och familjen Ophidiasteridae. Inga underarter finns listade i Catalogue of Life.